# 양천식
양천식(梁天植, 1950년 10월 2일 ~ )은 대한민국의 공무원이었다. 본관은 남원이며, 전북특별자치도 전주 출신이다.

## 학력
- 경기고등학교 졸업
- 서울대학교 사회복지학 학사
- 밴더빌트대학교 대학원 경제학 석사

## 경력
- 1975년 : 제16회 행정고등고시 합격
- 1976년 : 재무부 외환국, 국제금융국 근무(사무관)
- 1998년 : 대통령비서실 근무
- 1999년 : 재정경제부 국제금융심의관
- 2000년 : 금융감독위원회 조정협력관
- 2000년 : 대통령비서실 경제수석실 금융비서관
- 2002년 : 증권선물위원회 상임위원
- 2003년 : 금융감독위원회 상임위원
- 2004년 : 금융감독위원회 부위원장 겸 증권선물위원회 위원장
- 2006년 : 한국수출입은행장

| 전임 이동걸 | 제7대 금융감독위원회 부위원장 2004년 9월 1일 ~ 2006년 9월 8일 | 후임 김석동 |